# Rang
A rang az egyén társadalmi állását kifejező fogalom. Nem jelöli külön szó a névben, mint a címet, ezért az egyén rangját csak személyes ismeretség, illetve külső írásos vagy szóbeli beszámoló alapján lehet megállapítani.
A rang szorosan összefügg a címmel. Lényegében minden rangnak valamilyen cím is megfelel, de a rangot címmel vagy származással nem lehetett automatikusan elnyerni, csak életkorral, szolgálattal, azaz hivatallal vagy vagyonnal, esetleg személyes tekintéllyel. Rangok léteznek a hadseregben, az egyházban, az oktatásban, a közigazgatásban, a termelésben, a családban, sőt még az állatvilágban is. Rangok szerint be lehet sorolni a katolikus templomokat, a teniszjátékosokat, az isteneket, a nyelveket, a kultúrákat az országokat, az autómárkákat, a heraldikai színeket stb.
Elsősorban a rang és nem a cím határozza meg a hivatali hierarchiát. A magasabb rang elsőbbséget élvez az alacsonyabbal szemben az élet minden területén: a bérezésben, az előmenetelben, az udvariassági formaságokban. A hadseregben az őrnagyi rangban álló köznemes magasabban helyezkedett el a katonai hierarchiában, mint a grófi címmel rendelkező hadnagy, noha a közéletben ez fordított lett volna. Az udvariassági formaságokban (ki kinek nyújt kezet, ki szólítja meg elsőként a másikat, ki ül az asztalnál a fontosabb helyen stb.) hármas rendszer érvényesül: a társadalmilag fontosabbak (nők, elöljárók), a magasabb rangúak, az idősebbek (a tapasztaltabbak, bölcsebbek). Az udvariassági formaságoknál, a tisztségek betöltésénél stb. általában az élvez elsőbbséget, aki ezen hármas rendszer alapján a magasabban helyezkedik el a hierarchiában.
A rang szerinti hierarchia nemcsak pusztán öncélú kifejezés, hiszen a magasabb rangú személynek fontosabb feladatokat kell ellátnia az alacsonyabb rangúaknál, ami működésképessé teszi az emberi közösségeket és elejét veszi a zűrzavarnak, ami össztársadalmi érdek és a társadalom ezt a rangok rendszerével fejezi ki. A hadseregben például a magasabb rangú személy határozza meg a haditervet, az estélyeken a házigazda a programot, az ülésrendet stb. Ezért a magasabb rang nagyobb tekintéllyel, bérezéssel, anyagi és szellemi előnyökkel is jár.